# Wuze Town

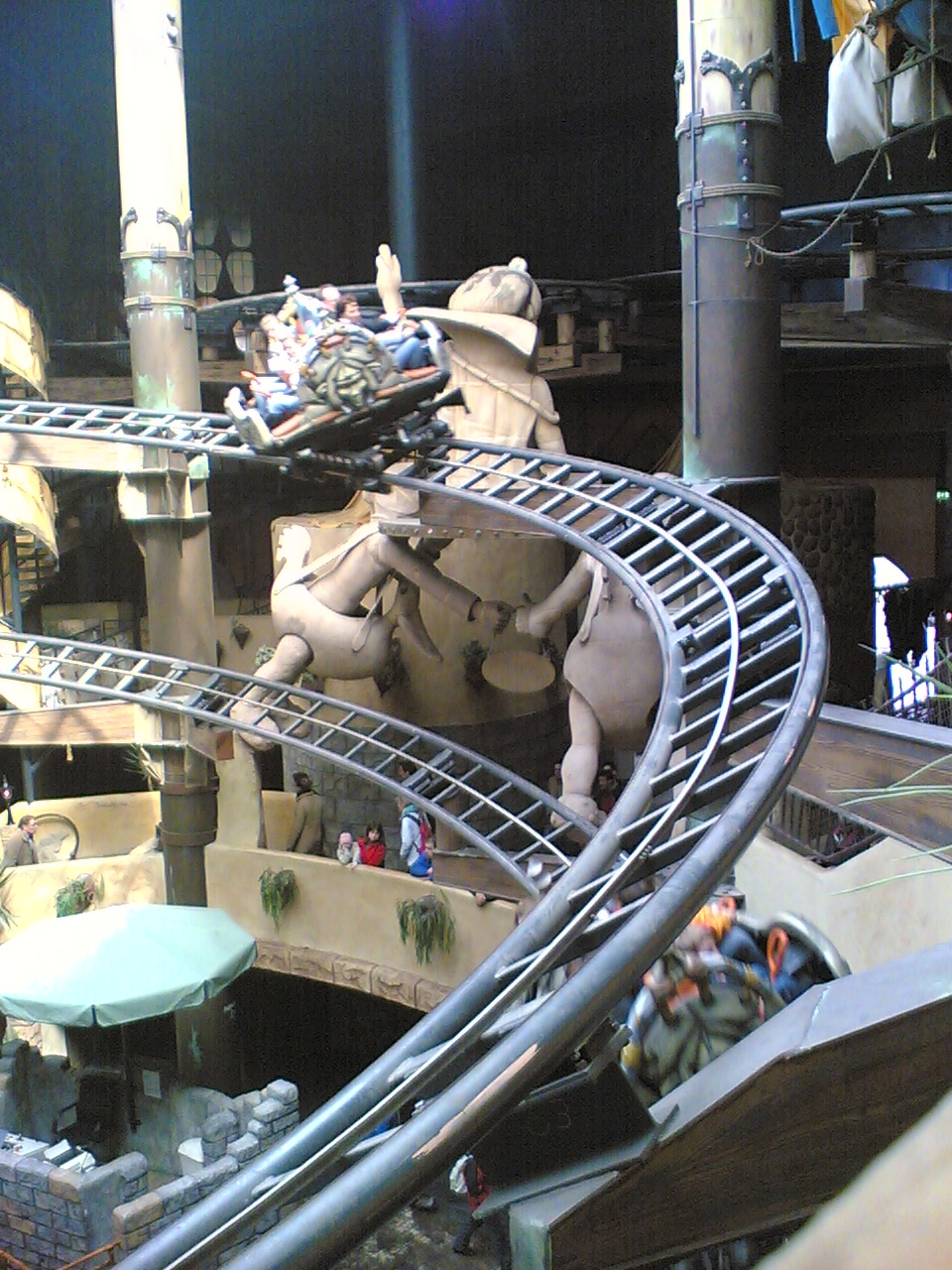
Winja’s Fear & Winja’s Force im Wuze Town

 Wuze Town ist eine Themenwelt im Phantasialand Brühl bei Köln und Teil des Themenbereichs Fantasy. Die 2002 eingeweihte Themenwelt befindet sich im westlichen Teil des Parks. Wuze Town ist ein Gebäudekomplex, dessen Hauptattraktionen die beiden Indoorachterbahnen Winja’s Fear & Winja’s Force sind.

## Fahrgeschäfte
Zu den Hauptattraktionen gehören die Spinning Coaster Winja’s Fear & Winja’s Force und der Paratower Tittle Tattle Tree. Im Obergeschoss befindet sich ein Bereich für Kleinkinder mit diversen Fahrgeschäften und Gastronomie.